# A láp virága
A láp virága 1942-es, fekete-fehér, zenés magyar romantikus filmdráma.

## Cselekmény
Pálfalvy Miklós (Jávor Pál), egy jómódú földbirtokos fia fényűző életet él a nagyvárosban: minden éjszaka vagy mulatóba jár, vagy a kártyaasztal mellett próbál szerencsét, ahol felváltva veszít vagy nyer.
Egyik ismerőse a mulatóban bemutatja neki az ott dolgozó virágárus leányt, Jessyt (Fényes Alice), de Pálfalvynak már úri menyasszonya van (igaz, hogy Pálfalvy nem nagyon foglalkozik vele). Jessyvel néhány alkalommal beszélgetnek, sétálnak, konflissal kocsikáznak, de a lány nem engedi, hogy bárki is hazakísérje, mert akkor kiderülne, hogy hol és milyen körülmények között lakik. Valójában egy ismeretlen úr fedezi a kiadásait, akit mindenki csak „herceg” néven ismer, a valódi kilétét senki sem ismeri, még a lány sem, mivel soha sem találkoztak. Jessy jómódban él, a virágárusítást csak szórakozásból csinálja.
Pálfalvy személyes jó barátja óriási kártyaadósságot csinál, 40 000 forintot veszít, ami akkora összeg, hogy nem reális a visszafizetése, ezért a barát azt fontolgatja, hogy főbe lövi magát, más megoldást nem lát. Pálfalvy azonnal sürgönyöz az apjának, hogy sürgősen küldje el a szóban forgó összeget, amire másnapra szükség lenne. A pénz nem érkezik meg, és egy nappal később kiderül, hogy az apja meghalt. Pálfalvy azonban bemutatja a csekket, amin az „apja” aláírása is szerepel az övé mellett, és pénzt kap rá egy uzsorástól. A váltóról azonban kiderül, hogy hamis. Pálfalvyt elítélik, tettét nem is tagadja. Egy év börtönbüntetést kap. Jessy meglátogatná, de csak egyszer sikerül beszélniük, utána Pálfalvy visszautasítja a látogatásait.
A börtönben depresszióba esik és öngyilkos akar lenni. Egy pappal folytatott beszélgetés után úgy dönt, hogy egy kovács mellett (aki szintén elítélt) kitanulja annak mesterségét. Hamar beletanul a szakmába, és jó munkát végez, a kovács is meg van elégedve vele. Biztatja, hogy ha letelik a büntetésük, keresse meg őt és dolgozzanak együtt a műhelyében. 
Egyik alkalommal Pálfalvy egy vasrácsos kaput szerel fel a temetőben, amikor a korábbi menyasszonya (akivel nem sokkal a büntetése megkezdése előtt szakítottak) véletlenül meglátja munkásruhában, de nem beszélnek egymással.
Miután szabadul, Jessyt keresi a mulatóban, de a lány már nem jár oda, közben kis virágüzlet tulajdonosnője lett, ott árusítja a virágokat. Jessy is keresteti a férfit az inasával, de az nem talál a nyomára, mert a férfi másik lakásba, albérletbe költözött. Korábbi „barátja” (akinek odaadta a pénzt) azonban megtalálja, de Pálfalvy nyersen bánik vele és elküldi.
Később Pálfalvy és Jessy végre találkozik és nem akarják többé elhagyni egymást.

## Szereplők
- Pálfalvy Miklós – Jávor Pál
- Jessy – Fényes Alice
- Szentgróthy – Baksa-Soós László
- Mihályi Sándor – Boray Lajos
- Mihályi Sándorné – Somogyi Nusi
- Mihályi Adél – Szondy Biri
- Frici, Jessy bátyja – Mihályi Ernő
- Részeg vendégek – Pethes Sándor, Veszely Pál
- Énekesnő – Diana Clayton
- Rabinovitz, uzsorás – Balázs Samu
- Hegyi, árus – Kőváry Gyula
- Ügyvéd – Kürthy György
- Kocsmárosné – Dajbukát Ilona
- Pap – Toronyi Imre
- Kovács – Gárday Lajos
- Franci főpincér – Pártos Gusztáv
- Másik főpincér – Köpeczi-Boócz Lajos
- A herceg küldötte – Solthy György
- Kártyázó – Vándory Gusztáv

## AMagyar Filmcikke a filmről
Herczeg Ferenc egyik legismertebb kis regényét eleveníti meg a film, amely a régi békeévek jellegzetes történetét vetíti elénk.
A jómódú földbirtokos fia fakkját a rabok darócruhájával kénytelen felcserélni s e letörtségben a börtön lelkészével való beszélgetésen keresztül próbálja megtalálni a becsületes munkán keresztül a boldogságot.
Közben bepillantunk az elbeszélésen keresztül a békebeli éjszakai mulatók függönyei mögé, a kártyaszobák kétes és vonzó világába is. A mulatók egyik ékessége a virágárus leány (Fényes Alice), éppen tisztaságával, vonja magára a figyelmét. Beleszeret a jószándékú úri gavallérba s most már a leány keres tisztes formák között közeledést. Szerelmese – hogy egyik barátját megmentse – váltóhamisításba keveredik s csupán leendő apósával kötött kiegyezése menthetné meg  az erkölcsi és anyagi összeomlástól. Egy ilyen áldatlanság helyett azonban inkább a börtönt viseli el, ahol a lelki tespedtséget a lelkész tanácsára az izommunkának építő erejével váltja fel s mire a régi dzsentri visszakerül a szabad életbe, becsületes tanult mestersége van. Egy pillanatra ugyan visszatér a múlt. Grófi barátját, aki  miatt bűnbe keveredett, fölényes leckéztetéssel porolja le magáról, a gazdag leány pedig – a volt menyasszony is – megkövülten látja rácsszerelés közben a munkaköpenyes férfit. De van valaki, aki visszavárja: egy kis virágüzlet tulajdonosnője, a láp virága s a két felemelt homlok most már büszkén ragyoghat a tiszta élet felé.
A régi, negyven év előtti kor témája és mondanivalója nehéz probléma elé állította a rendezőt, de Hamza D. Ákos az összes akadályokat bravúros lendülettel és igazi művészi megoldásokkal hárította el. Kitűnő rendezői ötlet, hogy a film legmodernebb eszközeivel kelti életre, teszi újszerűvé a sokszor látott témát. Amikor „feje tetején” áll a helyzet, a háttérben levő színpadon játszó artisták allegorikusan kapcsolódnak műsorszámaikkal a tárgyhoz, ahol a pezsgő veszi át a szót, a kánkán ezerszoknyájú démonjai libegtetik meg csábító varázsukat. Az egyszerű fapad mellett a lelkész tanácsait a megtérés felé s az üllőn kattogó kalapácsok a munka ütemének himnuszát jelentik. A kitűnő zeneszámok szépen kísérik a cselekmény fonalát, csupán egy kocsiban elhangzott énekszám hangfelvétele és beállítása nélkülözi a keresetlenséget.
A szereplők közül a papot alakító Toronyi Imre a legmeggyőzőbb. Jávor Pál sokrétű szerepében (a rab, a gavallér, a munkás) mindenhol színes és bensőséges. Mozdulatai, kifejezésmódja nagyobb kitörések nélkül is találóak, mert úriasságát éppen disztingváltságával érzékelteti. Fényes Alice egyéni játékának a szövegkönyv nem ad elég teret. A legnagyobb passzivitásra kényszeríti és inkább exteriőrjére épít, mint temperamentumának kifejező eszközeinek arra a széles skálájára, amit legutóbbi szereplése alapján olyan tökéletesen nyújtott. A szép fényképezés ebben a tekintetben segítségül siet és a szelíd, bájos Fényes Alicet is örömmel üdvözöljük. A többi epizodisták közül Baksa Soós Lászlónak, Wessely Pálnak játéka emelkedett ki. Szondy Biri bánatos menyasszonya jelenete, hanghordozása kiválóan jó volt.
A díszletek ugyancsak komoly felkészültséggel adtak számot a kor jellegzetességeiről, amit a fotografálás teljes plaszticitással és filmszerű mozgalmasságával tudott betölteni. A hang egyöntetűségét megbénította egy-két technikai fogyatékosság. (Pl. indokolatlanul hangos a rabok menetelése közben a kőfolyosón való menés zaja, a festett kőpadló deszka dübörgését érzékelteti.)
Fényes Alice énekszáma sem eléggé egyenletes a hang szempontjából. Ugyanakkor kitűnőek a bárjelenetek hangfelvételei. Az összbenyomás a film alaphangulata és megnyugtató befejezése (nem a happy-end, hanem a meggyőzés) kiegyensúlyozott, nemesen szórakoztató filmmé avatják a „Láp virágá”-t mely az idei magyar produkciók közül megérdemelten sikert biztosít a Kárpát legújabb filmjének.